# Perupithecus
Perupithecus — одновидовий викопний рід південноамериканських приматів з пізнього еоцену (≈ 35 Ma); наразі це найдавніший примат Нового Світу.
Як і говорить назва, примат виявлено в Перу. Видовий епітет вказує на місцевість знахідки — регіон Укаялі. Дещо молодший Ucayalipithecus perdita також був виявлений на тому ж місці в провінції Укаялі.
Найяскравішим аспектом Перупітека є його сильна схожість з африканським Talahpithecus із пізнього середнього еоцену (~38–39 мільйонів років) Дур Ат-Тала, Лівія, хоча припускають, що ця місцевість належить до пізнього еоцену (~35–36 мільйонів років). Talahpithecus подібний до перупітека за розміром і загальною морфологією, і відрізняється лише деякими незначними деталями морфології зубів. Філогенетичні аналізи назвали Perupithecus і Talahpithecus сестринськими таксонами, стовбурової клади, віднесені зі сумнівом до Platyrrhini.
Південна Америка та Африка були розділені з початку пізньої крейди. Численні дослідження були зосереджені на можливості перетину приматів Атлантичного океану, щоб досягти Південної Америки з Африки, а сплав через Атлантику зазвичай вважався можливим шляхом, припускаючи, що вони походять з Африки. Подібний спосіб прибуття в Південну Америку часто пропонувався і для гризунів (інфраряд Hystricognathi), для амфісбенів, геконів і гоациноподібних.